# Ода (род)
Род Ода (яп. 織田氏 Ода-си) — самурайский род в средневековой Японии. Семейный герб — бабочка, а также пятилистный цветок. Принадлежат к клану Тайра (потомков императора Камму), непосредственно от Тайра Сигэмори. Первым главой семьи был Ода Носю родом из Этидзэна. В период Муромати представители рода Ода служили советниками губернатора провинции Овари, происходившего из рода Сиба, в составе совета трёх управляющих Киёсу. В период Сэнгоку один из этих управляющих Ода Нобунага смог подчинить себе всю провинцию, а затем, спустя двадцать лет, держал под своим контролем около половины территории Японии. Однако в 1582 году Ода Нобунага вместе со своим наследником Нобутадой погиб в Хоннодзи. Один из его генералов Хасиба Хидэёси отстранил от власти других представителей рода, прежде всего сыновей Нобукацу и Нобутаку, а также внука Хидэнобу. Нобутака совершил харакири, владения Нобукацу были значительно уменьшены. После смерти Хидэёси, успевшего объединить Японию полностью, в 1598 году глава рода Ода Хидэнобу принял сторону Западной армии и после её уничтожения в 1600 году был сослан, в 1605 году скончался. Однако многие боковые ветви рода смогли сохраниться до наших дней. Большинство из них идут от сыновей объединителя Нобунаги.

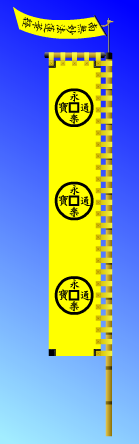
Флаг Оды Нобунаги с тремя монетами.

В начале периода Муромати (1338—1573) члены рода Ода выполняли обязанности заместителя губернаторов Этидзэн. Функции губернаторов выполняли представители рода Сиба, советники сёгунов. В связи с назначением последних губернаторами Овари (совр. префектура Аити), их вассалы Ода были переселены в эту провинции для выполнения административной работы. Из-за кризиса центральной власти и упадка рода Сиба, Ода стали реальными правителями земель.
Война периода Онин (1467—1477) расколола род Ода на две враждующих группировки — так называемые роды Ода Исэ и Ода Ямасиро. В XVI веке представитель последних, Ода Нобухидэ, начал успешную борьбу за объединение рода и провинции Овари. Это дело завершил его сын Ода Нобунага, который не только покорил всю Овари, но захватил столицу Киото и начал реализацию плана по объединении всей Японии. Именно за правление Нобунаги род Ода называли «повелителями Поднебесной».
Однако «золотой период» Оды закончился со смертью Оды Нобунаги в 1582 году. Место правителя Японии захватил его генерал Хасиба Хидэёси. Сыновья Нобунаги не смогли сохранить завоевание отца и род Ода раскололся на несколько ветвей.
В период Эдо (1603—1867) существовало несколько ответвлений рода Ода, которые получили небольшие владения хан от сёгунов Токугава. Этими владениями были Тэндо-хан в провинции Муцу (годовой доход 20.000 коку), Янагимото-хан в провинции Ямато (годовой доход 10.000 коку), Кайдзю-хан в провинции Ямато (годовой доход 10.000 коку) и Каибара-хан в провинции Тамба (годовой доход 20.000 коку).